# Vasse (West-Australië)
Vasse is een plaats in de regio South West in West-Australië. Het ligt 240 kilometer ten zuidwesten van Perth en 10 kilometer ten westen van Busselton. Tijdens de volkstelling van 2021 telde Vasse 2.853 inwoners.

## Geschiedenis
Het dorp werd genoemd naar de nabijgelegen rivier Vasse en het Vasse-estuarium. Die zijn genoemd naar de Franse zeeman Thomas Timothee Vasse die er in 1801 zou zijn verdronken. Vasse was stuurman aan boord van de Naturaliste. Het schip maakte deel uit van een Franse wetenschappelijke expeditie naar Australië in 1801/03. Vasse werd overboord geslagen en nooit meer terug gevonden. Uit eerbetoon gaven ze de rivier zijn naam. In 1838 ondervroeg G.F. Moore plaatselijke aborigines over Vasse en schreef in zijn dagboek dat Vasse niet verdronken was maar stierf van stress en ondervoeding.
In 1829 verkenden Dr. Alexander Collie en luitenant Preston de estuaria van de Vasse en de Wonnerup-inham met walvissloepen. De draslanden waren jachtgebieden van de Nyungah van de Wardandi en Pibermun-taalgroepen. In 1831 verkenden John Bussell en landmeter Robert Edwards het gebied rond de Vasse en Wonnerupestuaria opnieuw in de hoop gronden te ontdekken voor de nieuw aangekomen kolonisten die geen grond meer langs de rivier Swan konden krijgen. De aanwezigheid van zoetwater en uitgestrekte graslanden voor vee deden hen aanvragen voor grondtoewijzingen indienen. Algauw trokken de eerste kolonisten naar de gebieden aan de Vasse. De familie Bussel bouwde de 'Cattle Chosen'-hofstede aan de oostkant van de Vasse. De familie Molloy bouwde hun 'Fairlawn' aan de westkant.
In 1842 werd het plaatsje Newtown genoemd. Vanaf 1845 werd er les gegeven aan de kinderen van de Noord-Amerikaanse walvisjagers. In de jaren 1880 werd onderwijs gegeven op dezelfde plaats, het 'Old Vasse Primary School Precinct', als waar de school zich tegenwoordig nog bevindt. Het schooltje met één klaslokaal, gebouwd in 1901, was in 2001 nog steeds in gebruik.
Begin jaren 1870 werden er een aantal spoorlijnen in het gebied aangelegd van en naar houtzagerijen. Er kwam een brug over de Vasse. De brug werd genoemd naar de stoomlocomotief die de houttreinen sleepte. De locomotief was genoemd naar de stad Ballarat waar James Hunt, van de 'Phoenix Foundry', de locomotief had gemaakt. De brug werd de 'Ballarat Rail Bridge' genoemd. De stoomlocomotief staat sinds 1937 op het Victoriaplein in Busselton. Vanaf 1896 werd de brug gebruikt door wegverkeer en voetgangers.
In 1879 werd het gebied een meent voor de bevolking van Busselton maar in 1898 werd er een onderzoek ingesteld door het 'Department of Agriculture'. Het werd geschikt gevonden om op te delen in kavels van 2 en 4 hectare. Melkveeboerderijen zouden de nieuwe boterfabriek van Busselton kunnen bevoorraden.  De beste grond in het gebied was echter moerasgrond en diende eerste gedraineerd te worden waardoor het vrijgeven van de kavels op zich liet wachten. Tegen  1906 waren de kavels in orde en de landmeter stelde voor het gebied naar de rivier te noemen. In 1907 werd Vasse dan uiteindelijk officieel gesticht.
In 1898 werd de 'Newtown Hall' gebouwd, een gemeenschapszaal. Ze werd in 1936 uitgebreid en heet nu de 'Vasse Hall'.
In het eerste decennium van de 20e eeuw werden stuwdammen aangelegd en de sluizen van Vasse en Wonnerup gebouwd om de jaarlijkse overstromingen in de winter en de stank van dode vissen in de zomer tegen te gaan en het landbouwareaal te vergroten.
Vasse werd in de jaren 1920 opgenomen in het Group Settlement Scheme. Het gebied ten westen van de Vasse werd droog gelegd rond 1926. In 1928 werden de stuwdammen vernieuwd. In de jaren 1970 diende het schooltje bijna te sluiten. Vanaf 2004 begon het inwonersaantal terug snel te stijgen door grote commerciële verkavelingen die werden ontwikkeld. Verdere groei wordt nog verwacht.

## Toerisme
Vasse ligt tussen het Locke Nature reserve en Broadwater Nature Reserve en in het estuarium van de rivier Vasse.

## Transport
Vasse ligt langs de Bussell Highway.

## Galerij

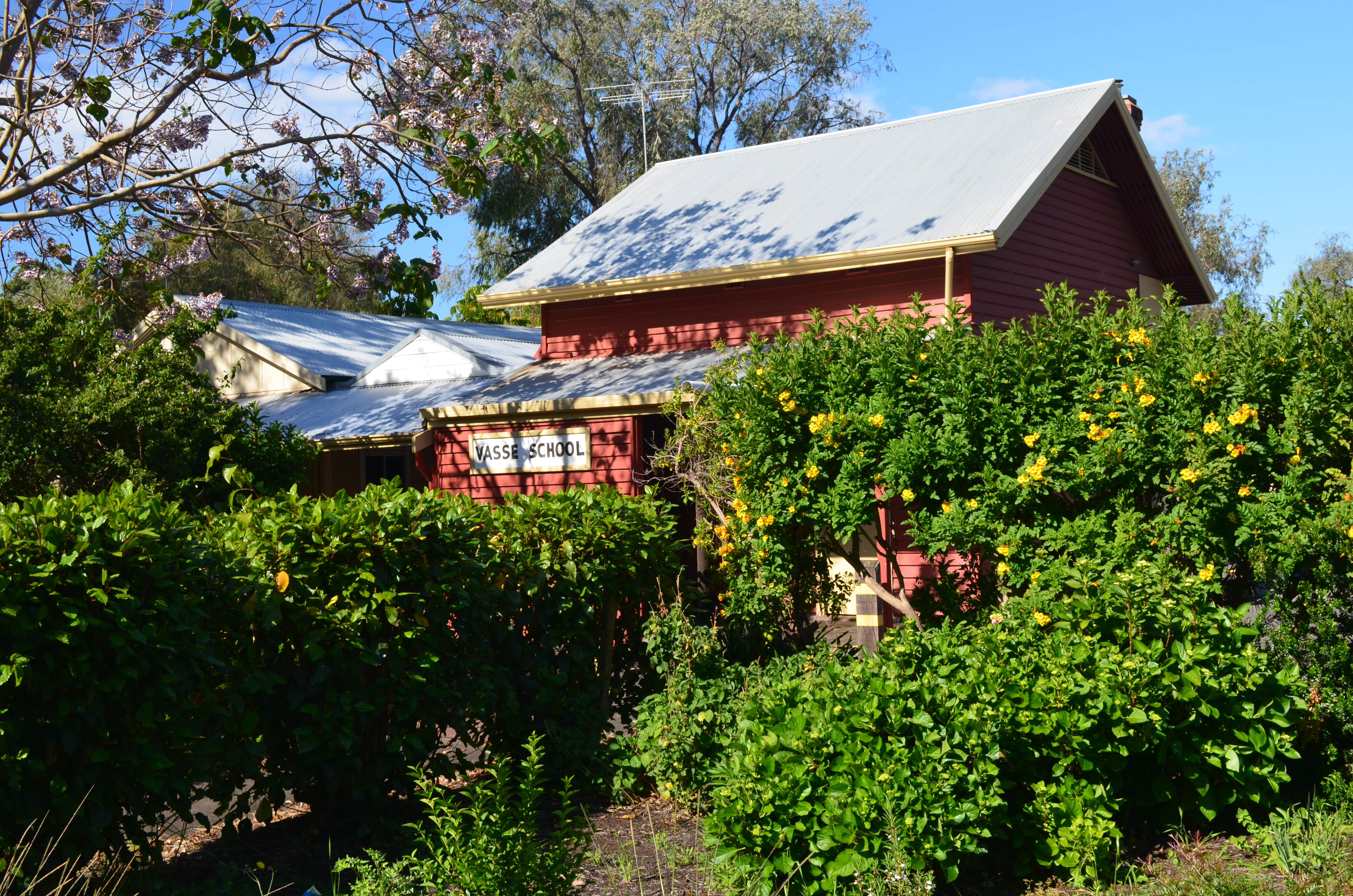
Het schooltje uit de jaren 1880.
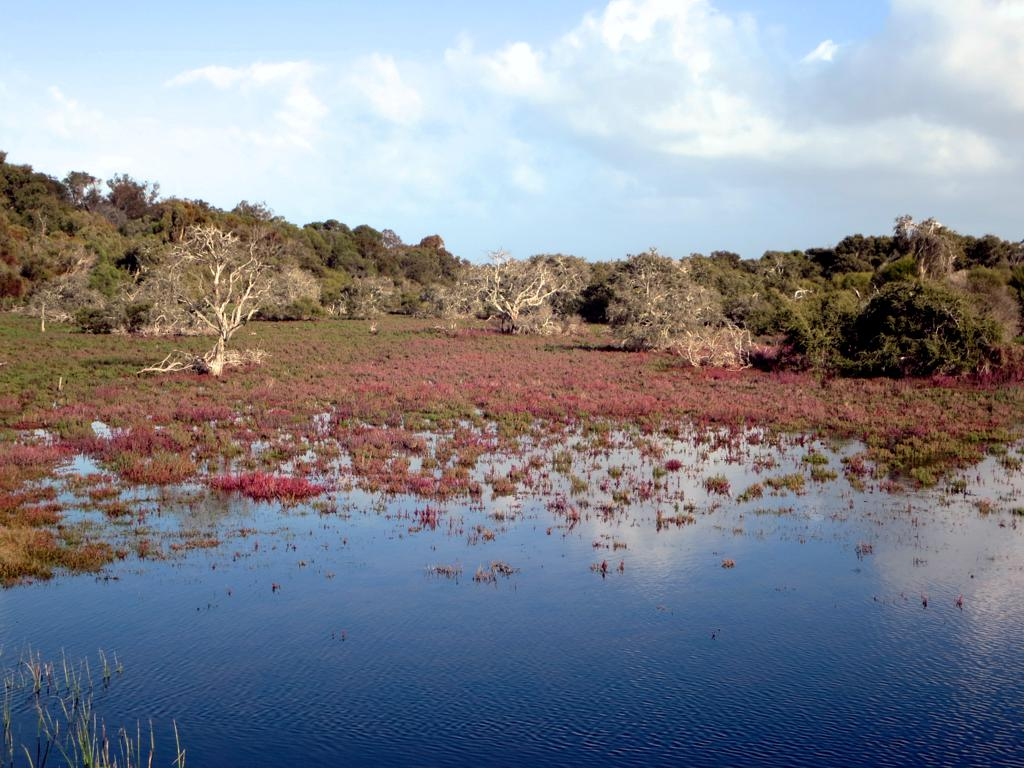
Het Vasse-Wonnerup estuarium.

Acton Park · Alexandra Bridge · Allanson · Augusta · Balingup · Benger · Binningup · Boyanup · Boyup Brook · Bramley · Bridgetown · Brookhampton · Brunswick Junction · Bunbury · Burekup· Busselton · Capel · Carbunup River · Chowerup · Collie · Cookernup · Cowaramup · Cundinup · Dardanup · Deanmill · Dingup · Dinninup · Donnelly River · Donnybrook · Dunsborough · Elgin · Ferguson · Forest Grove · Forrest Beach · Gnarabup · Gracetown · Greenbushes · Harvey · Hester · Jardee · Jarrahwood · Karridale · Kirup · Kudardup · Kulikup · Ludlow · Manjimup · Margaret River · Mayanup · Metricup · Mullalyup · Myalup · Nannup · Northcliffe · Nyamup · Pemberton · Peppermint Grove Beach · Prevelly · Quindalup · Quinninup · Roelands · Rosa Brook · Shotts · Stratham · Uduc · Vasse · Walpole · Waterloo · Wilga · Windy Harbour · Witchcliffe · Wilyabrup · Wokalup · Wonnerup · Worsley · Yallingup · Yalup Brook · Yarloop · Yoongarillup · Yornup